# Dead Man's Chest (lied)
"Dead Man's Chest" (te vertalen als "dodemanskist"), ook bekend als Fifteen Men On The Dead Man's Chest of Derelict, is een fictieve shanty, oorspronkelijk afkomstig uit Robert Louis Stevensons roman Schateiland (1883).
In Schateiland is alleen het refrein van het lied te lezen, dat als volgt gaat:

"Fifteen men on the dead man's chest--

...Yo-ho-ho, and a bottle of rum!

Drink and the devil had done for the rest--

...Yo-ho-ho, and a bottle of rum!"

Het lied is na uitkomst van dit boek opgepikt door Young E. Allison, die het verder uitwerkte met coupletten, en zo omvormde tot een gedicht. Dit gedicht werd voor het eerst gepubliceerd in de Louisville Courier-Journal in 1891. Nadien is het lied in zowel de originele als aangepaste vorm gebruikt in een groot aantal werken. In 1901 werd er muziek voor de tekst gecomponeerd zodat het lied kon worden gebruikt in de Broadway-versie van Schateiland. Verder duikt het lied op in de boekenserie Pippi Langkous van Astrid Lindgren en de filmserie Pirates of the Caribbean. Het lied diende tevens als inspiratie voor Yo Ho (A Pirate's Life for Me); het themalied van de attractie waar de Pirates-films op gebaseerd zijn.

## Nederlandstalige versie
Een Nederlandstalige versie, "Zestien man op de kist van een dode", is een populair lied in de Chiro jeugdbeweging. De tekst van die versie gaat als volgt:

"Zestien man op de kist van een dode,

Hoja hoi, en een bottel vol rum!

Schnaps te drinken is hellevaartsmode,

Hoja hoi, en een bottel vol rum!"

Deze versie is voor het grootste deel een letterlijke vertaling van het origineel, inclusief het incorrecte leenword "bottel" voor fles (wat wel wordt gebruikt als het werkwoord "bottelen"), maar heeft zestien man in plaats van vijftien.
De melodie waarop deze tekst gezongen wordt is een canon.

## Voetnoten
1. ↑  fictief in de zin dat het voor het eerst is gepubliceerd in een verzonnen verhaal in plaats van historische bronnen. Het is nadien wel een paar keer “echt” gezongen.
2. ↑  Chiro Lore Antwerpen: "16 man"
3. ↑  Seniorennet: "Chiroliederen :: canon"